# 1877 dans les chemins de fer
Chronologie des chemins de fer
1876 dans les chemins de fer - 1877 - 1878 dans les chemins de fer

## Évènements
- France : Charles de Freycinet relance la construction ferroviaire en France avec le réseau secondaire.
- Portugal : pont ferroviaire D. Maria Pia, sur le Douro, construit par Eiffel. Le Portugal compte plus de 950 km de voies ferrées.

### Janvier
- 3 janvier, France : mise en service de la section de Bouleternère à Prades par l'administration du séquestre de la Compagnie PP[1].

### Avril
- 5 avril, France : ouverture de la ligne d'Épinay - Villetaneuse à Persan - Beaumont par Montsoult.

### Septembre
- 12 septembre, France : ouverture du raccordement entre la gare de Caen-Ouest et la gare de Caen-Saint-Martin et de la section entre la gare de Saint-Aubin-sur-Mer et la gare de Courseulles de la ligne de Caen à la mer (Compagnie de chemin de fer de Caen à la mer).

### Octobre
- 15 octobre, France : ouverture de la section entre Marseille et Aix en Provence de la Ligne de Lyon-Perrache à Marseille-Saint-Charles (via Grenoble). (PLM).
- 15 octobre, France : ouverture de la section entre Gardanne et Trets de la Ligne de Carnoules à Gardanne. (PLM).

### Décembre
- 29 décembre, France : ouverture de la première ligne du tramway de Rouen (ligne de Maromme) exploitée à vapeur.